# Еволюція павуків
Еволюція павуків налічує понад 380 мільйонів років. Наразі[коли?] описано 48 159 видів павуків, що належать до 4131 родів та 117 родинОписано лише 20 % світової фауни, невивчено ще близько 170 тис. видів Ряд павуки — давня група, що розвивається, починаючи з Девону

## Найдавніші викопні павукоподібні організми

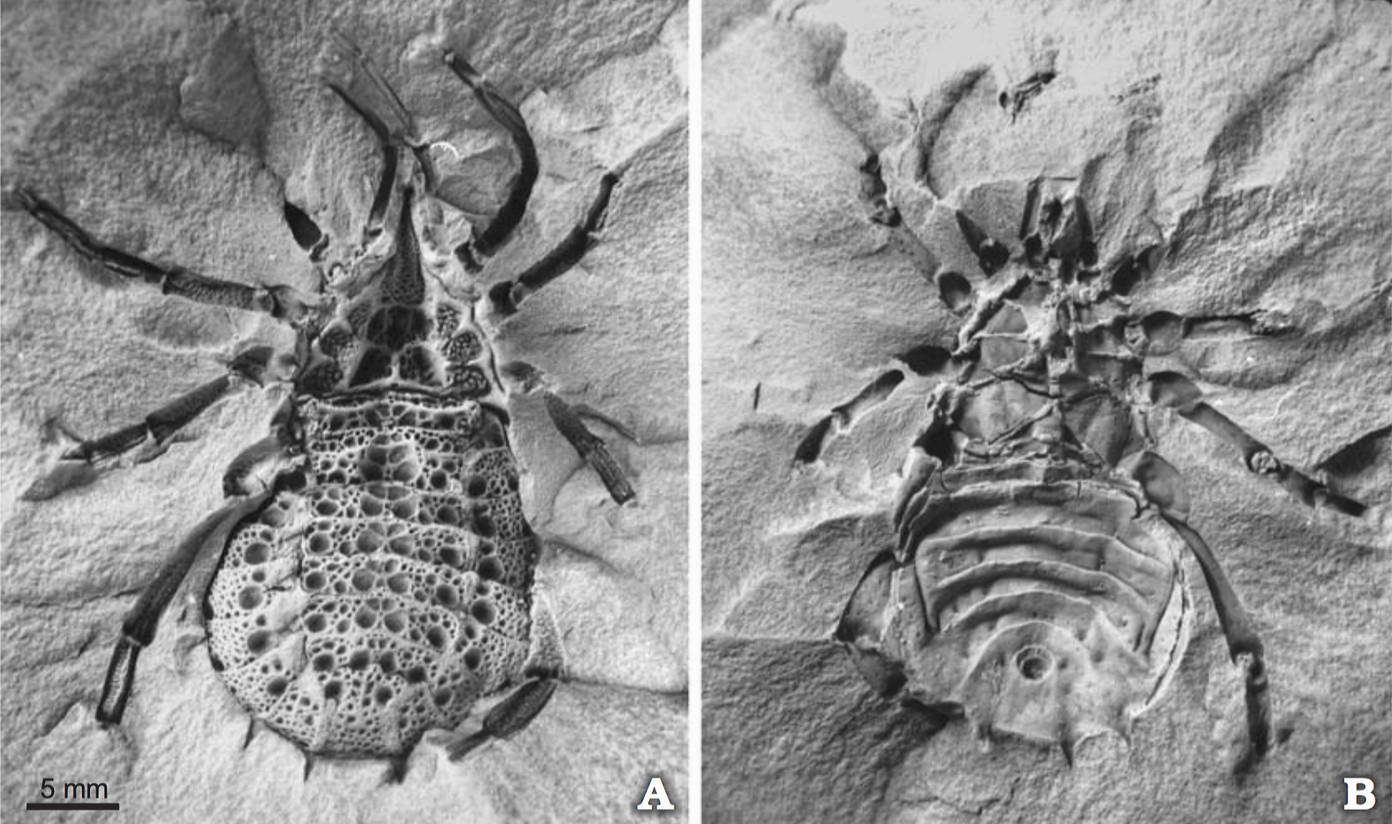
Eophrynus prestvicii з ряду Тригонотарбіда

Ряд Trigonotarbida — найдавніші павукоподібні організми. Схожими рисами з павуками є: наземний спосіб життя, дихання через легеневі мішки, 8 ходильних кінцівок, мали пару педипальп, розташованих поблизу рота, схожий ротовий апарат. Дискусійним залишається питання, чи могли вони продукувати павутинну нитку. Тригонотарбіди не є справжніми павуками, більшість їхніх видів сьогодні не мають живих нащадків. Одна лінія, однак, призвела в кінцевому результаті, до розвитку павуків, скорпіонів, теліфонів і їхніх близьких родичів.

Цікавий павукоподібний організм знайдений у бурштині в 2017 році, було названо Chimerarachne yingi на честь грецької міфологічної Химери, гібридної істоти, що складається з частин більш ніж однієї тварини. Раніше було відомо, що предки павуків мали хвости, проте, до останнього часу не знаходили скам'янілостей, які б демонстрували це. Вид Chimerarachne yingi жив близько 100 мільйонів років тому та мав хвіст, схожий на хвіст предків павуків і сучасних скорпіонів. Вважається перехідною формою між палеозойськими предками павуків (рід Uraraneida) та справжніми павуками. Це крихітне створіння нагадувало павука, який мав хеліцери з кігтями і павутинні залози на черевці. Хоча Chimerarachne вмів продукувати павутину, ловчі сіті не створював, також невідомо для чого використовувався хвіст. Даний організм жив на стовбурах дерев або біля них, можливо, під корою або в моху біля дерев. 

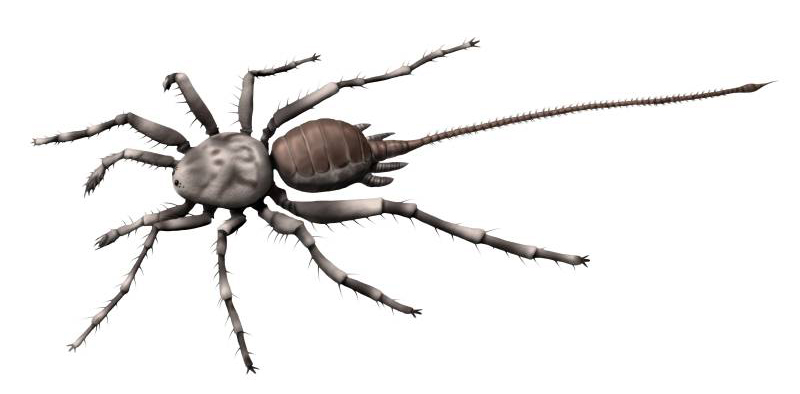
Chimerarachne

Можливо — але малоймовірно — що дана тварина все ще може жити сьогодні в тропічних лісах Південно-Східної Азії. Віддалене середовище існування істоти і невеликі розміри дають можливість, щоб хвости все ще могли жити в М'янмі, де були знайдені скам'янілості.

## Виникнення справжніх павуків
Найбільш давні викопні рештки павука  Attercopus fimbriunguis відомі з Середнього  девону (380—374 млн років н. е.), їх було знайдено у США . Переважна більшість  викопних павуків знайдено  у бурштині — 820 видів Всього викопних видів, знайдених не тільки у бурштині — 979
Два види павуків-кругопрядів відомі з ранньої Крейди з вапняку в Іспанії. Цих тварин можна віднести до двох сучасних родин павуків Tetragnathidae і Deinopoidea. Родина Juraraneidae відома з Юри. Відомі янтарні скам'янілості близько 400 видів з еоцену до міоценового віку, в основному з балтійського або домініканського бурштину. Серед них переважно дрібні види родини Theridiidae і самці тетрагнатидного роду Nephila. Всього в Балтійському та Домініканському бурштині представлені 45 родин, з яких 2-3 є вимерлими.
Павуки з павутинними бородавками на кінці черевця (Mygalomorphae і Araneomorphae) з'явилися більше 250 мільйонів років тому. Найстаріший мігаломорф, Rosamygale, був описаний з тріасу у Франції і належить до сучасної родини Hexathelidae.